# Gisant

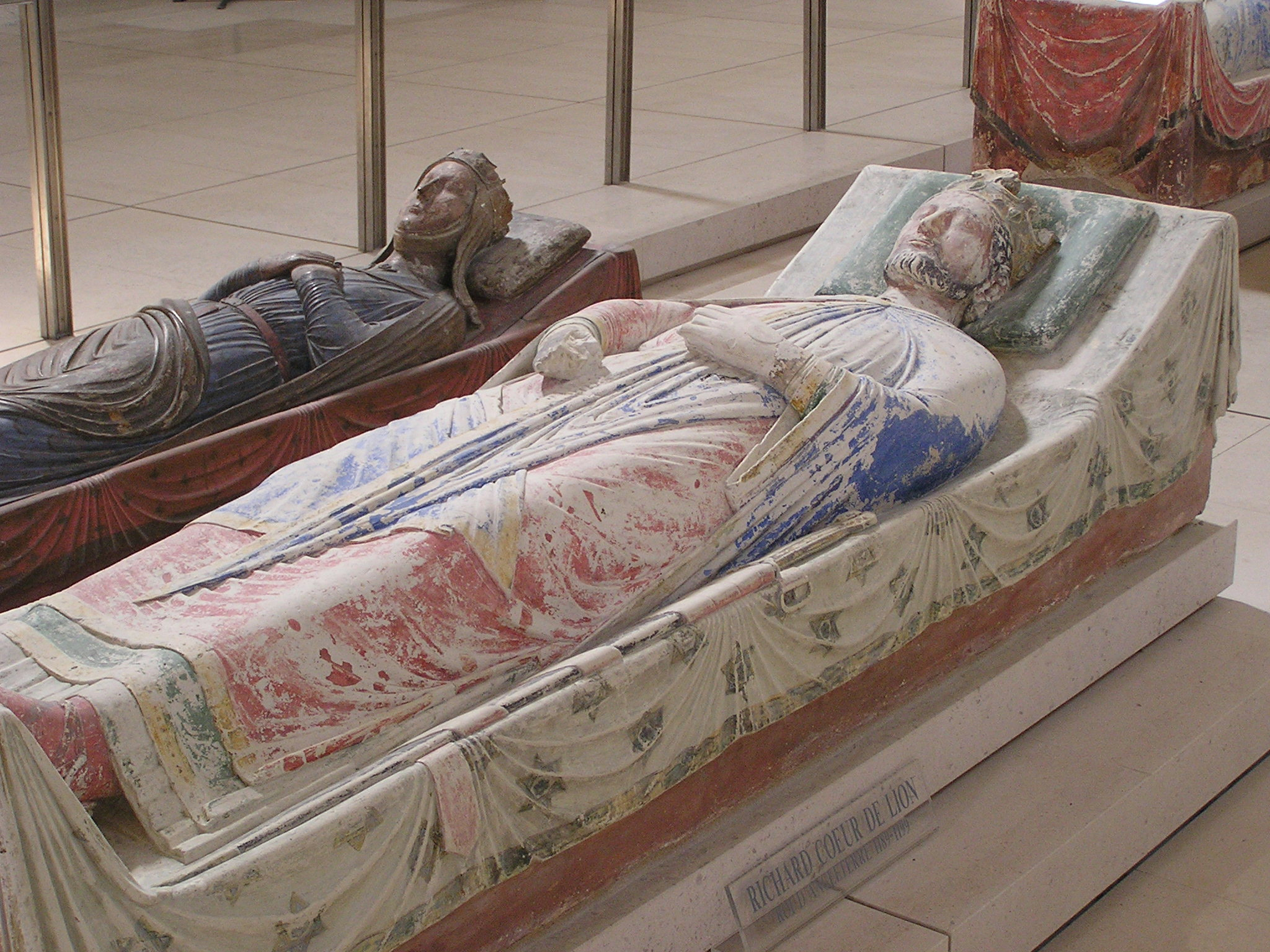
Gisant di Riccardo Cuor di Leone (in primo piano) e d'Isabella d'Angoulême (in secondo piano) nell'abbazia di Fontevrault.

Un gisant (pronuncia: jisàn//ʒi.zɑ̃/) è una scultura funeraria dell'arte cristiana raffigurante un personaggio sdraiato (contrapposto all'"orante") supino, vivo o addormentato (contrapposto al "transi"). Quando è presente, costituisce l'elemento principale della decorazione di una tomba. Per estensione, un gisant inciso o scolpito in basso o altorilievo su una pietra tombale può ugualmente rappresentare l'effigie di un grande personaggio.

## Etimologia
Gisant è il participio presente del verbo francese gésir: star sdraiato, disteso (in genere malato o morto). Lo stesso verbo è impiegato nella formula francese «ci-gît» (qui riposa).

## Evoluzione dello stile
I gisant più antichi, realizzati nella pietra, rappresentano il personaggio stante, come mostra il modo con cui è resa la caduta delle pieghe degli abiti. A partire dal XIII secolo vengono realizzati a volte nei materiali più preziosi (bronzo dorato o smaltato). Da allora in poi, il personaggio è raffigurato sdraiato, ma vivente, supino, eccezion fatta per i cavalieri inglesi del XIII e XIV secolo rappresentati "in movimento" (sdraiati sul fianco, gambe incrociate e nell'atto di sguainare le spade). Nel Medioevo, per far fronte alla difficoltà di conservare i corpi durante il loro trasporto, li si priva delle viscere e si procede all'ablazione del cuore. In questo caso, viscere e cuore vengono sepolti separatamente dal resto del corpo e per ciascuna di queste sepolture si realizza un gisant differente: gisant di viscere per la sepoltura delle viscere, gisant del cuore per la sepoltura del cuore e gisant del corpo per la sepoltura del resto del corpo. Questi differenti tipi di gisant si riconoscono perché la statua del defunto tiene in una mano un sacchetto (nel caso della sepoltura delle viscere), o un cuore o un piccolo sacchetto destinato a contenerlo nella mano sinistra poggiata sul petto all'altezza del cuore. Nel corso dell'ultimo terzo del XIV secolo verranno rappresentati dei cadaveri realistici, i cosiddetti transi (dal francese transi: "trapassato").

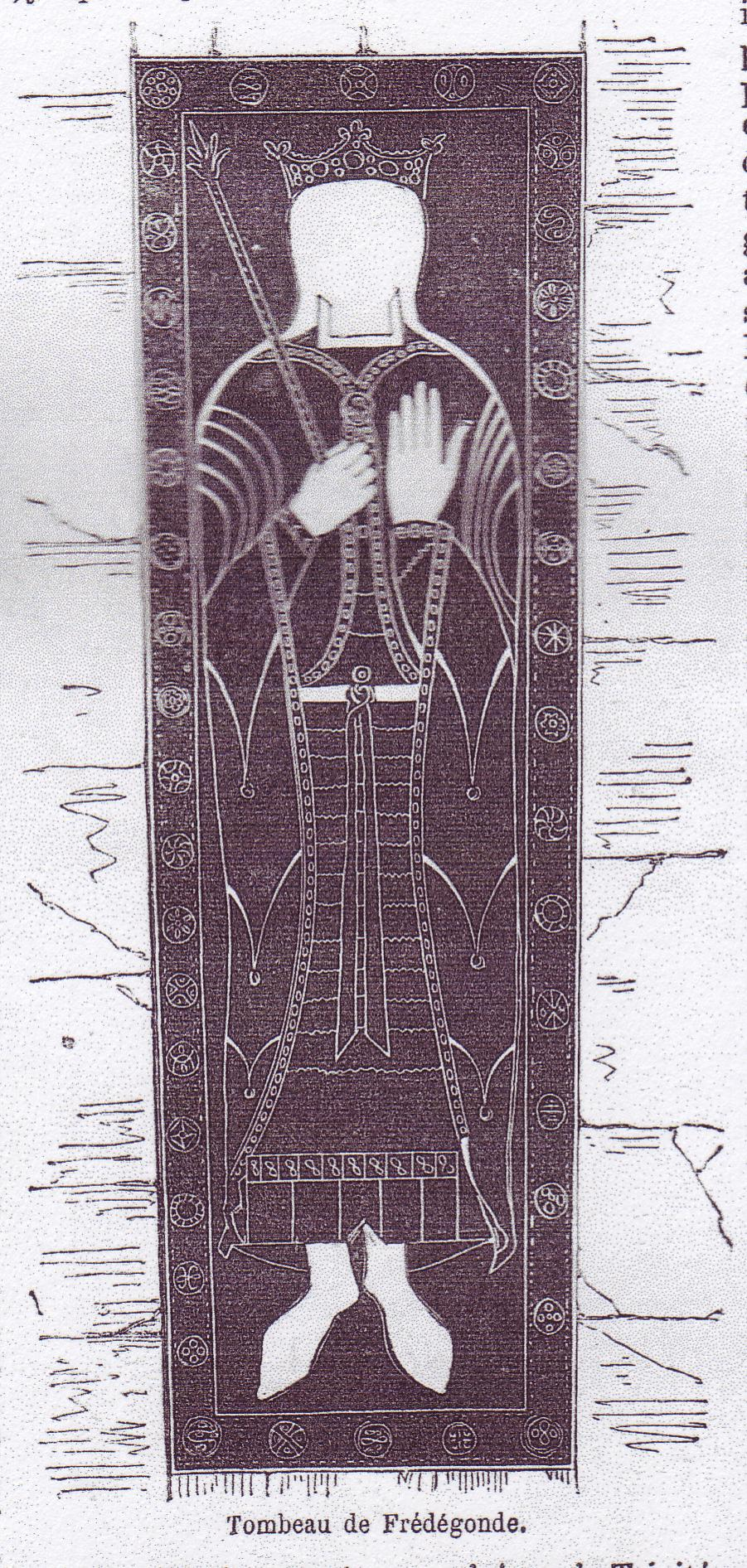
VI secolo: gisant inciso sulla lastra tombale (Frédégonde)
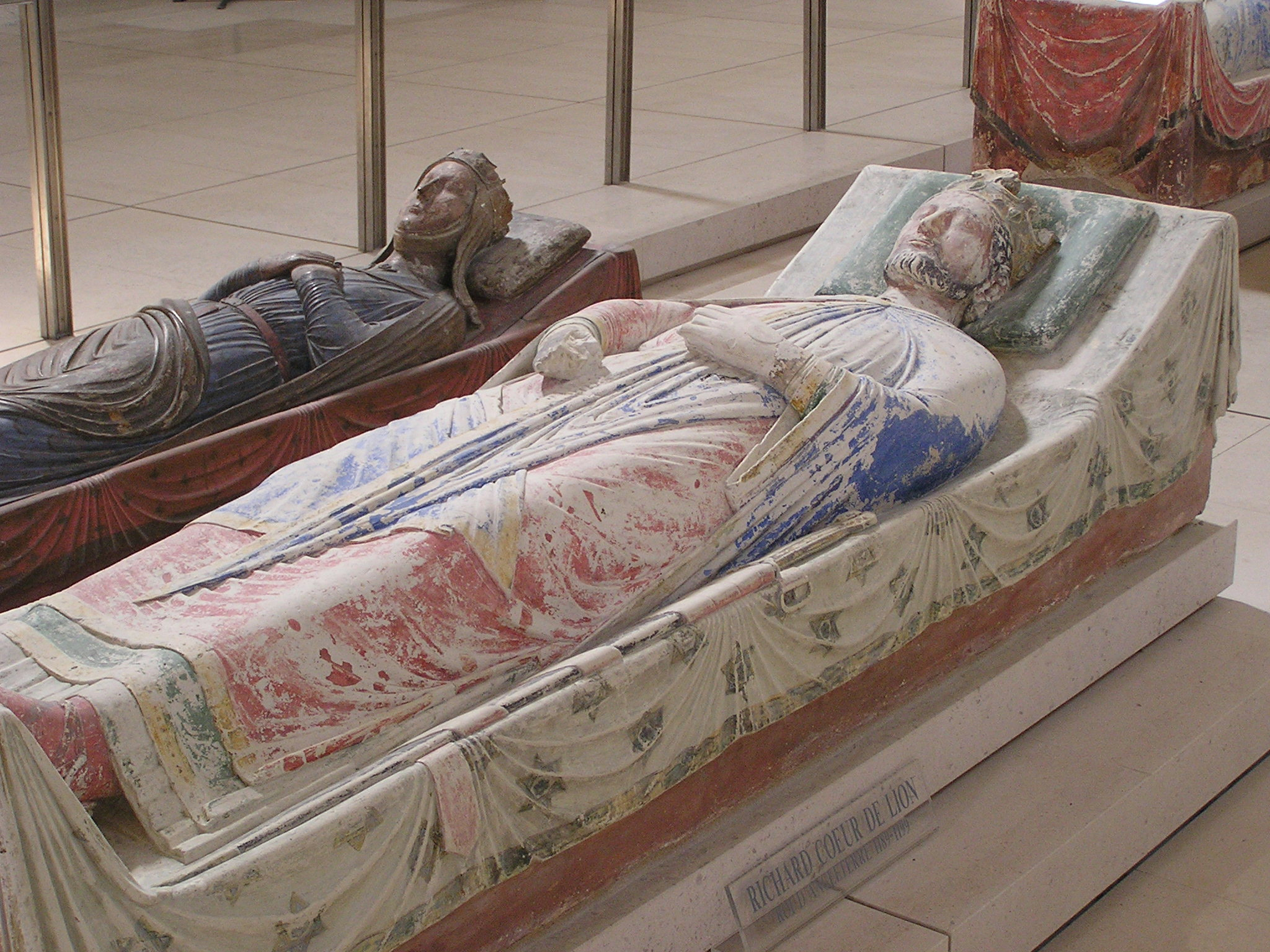
XII secolo: gisant stante (Riccardo Cuor di Leone)
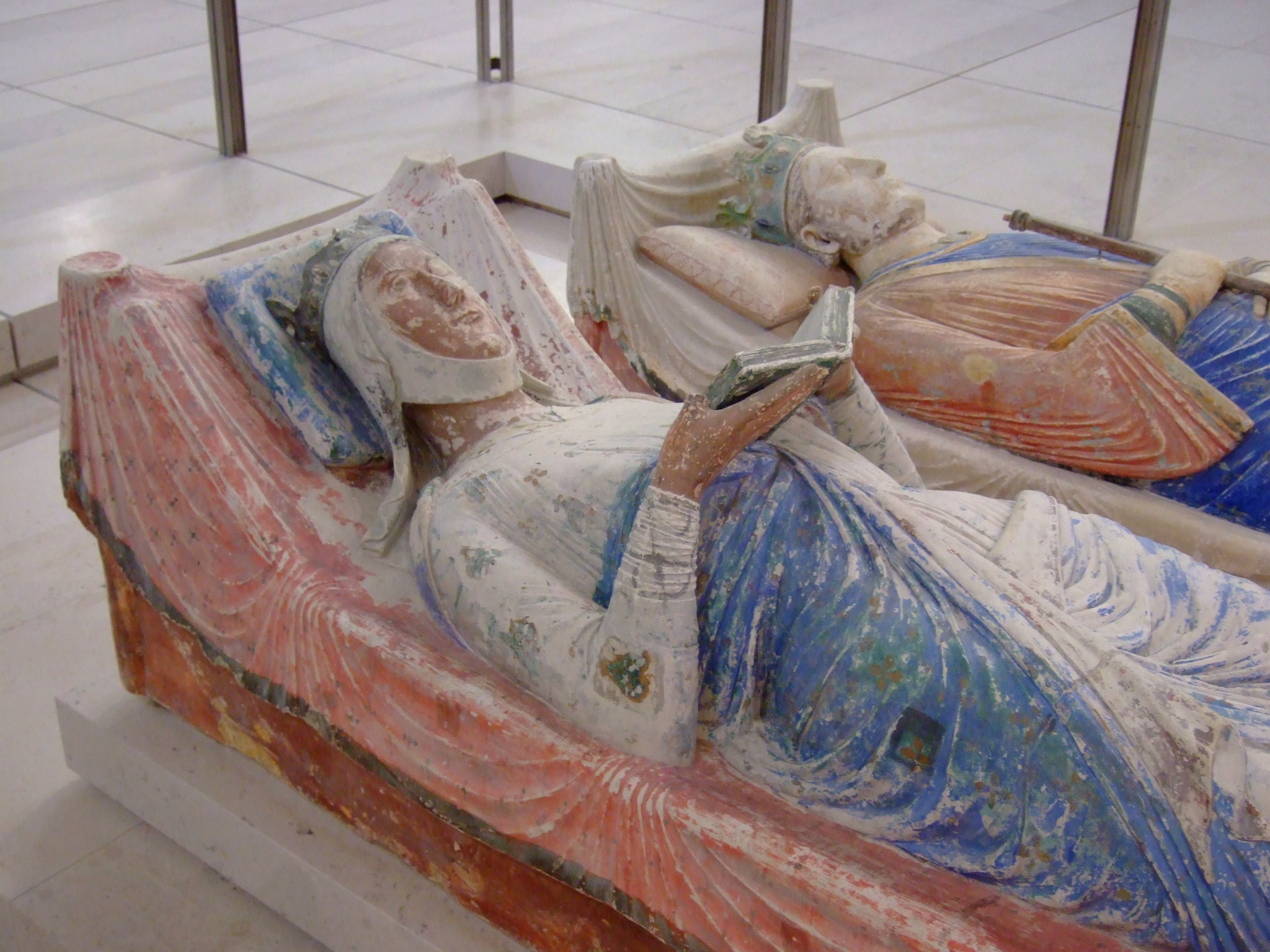
XIII secolo: gisant sdraiato (Eleonora d’Aquitania)
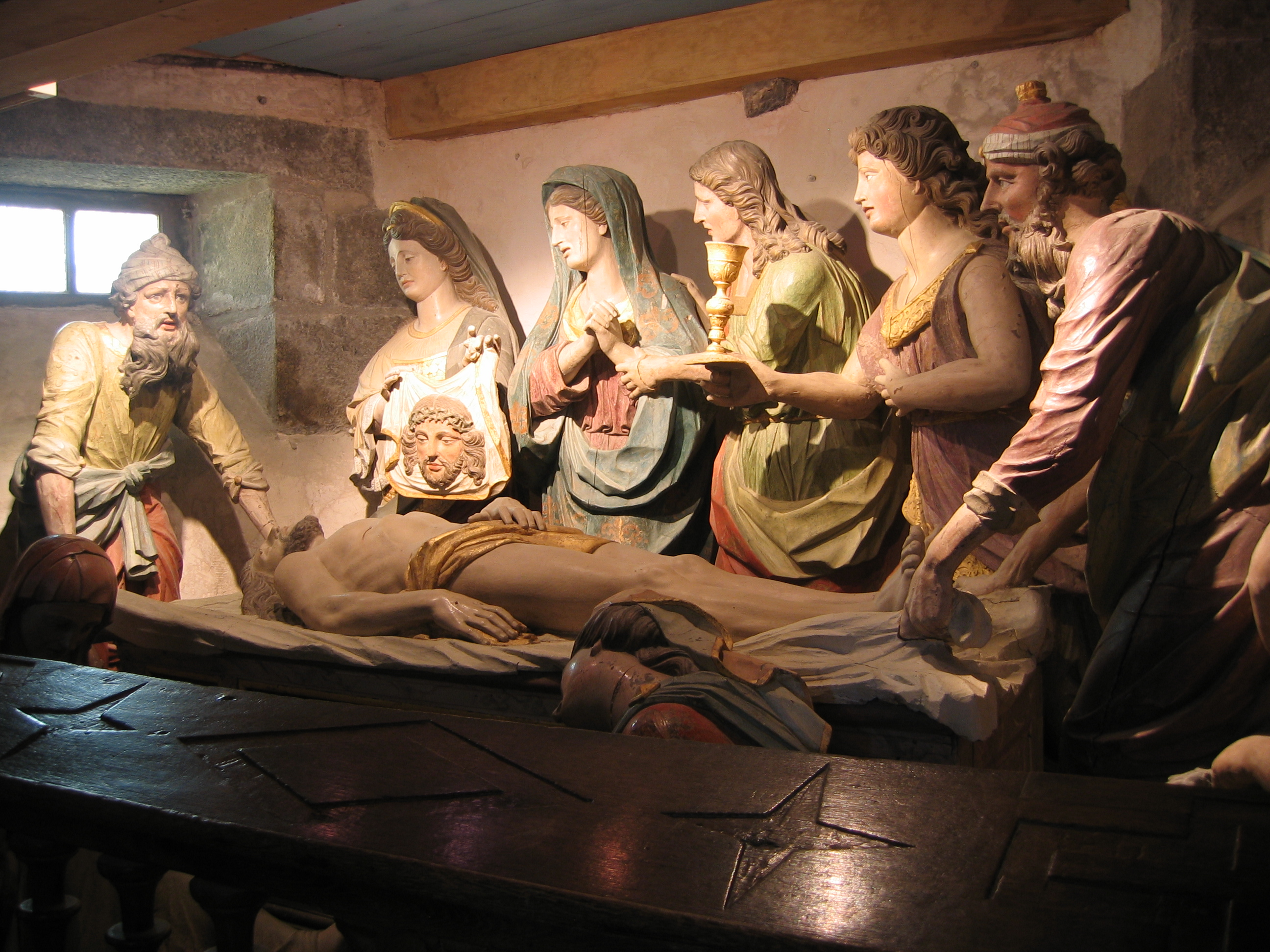
XVIII secolo: gisant realistico (Deposizione di Cristo)
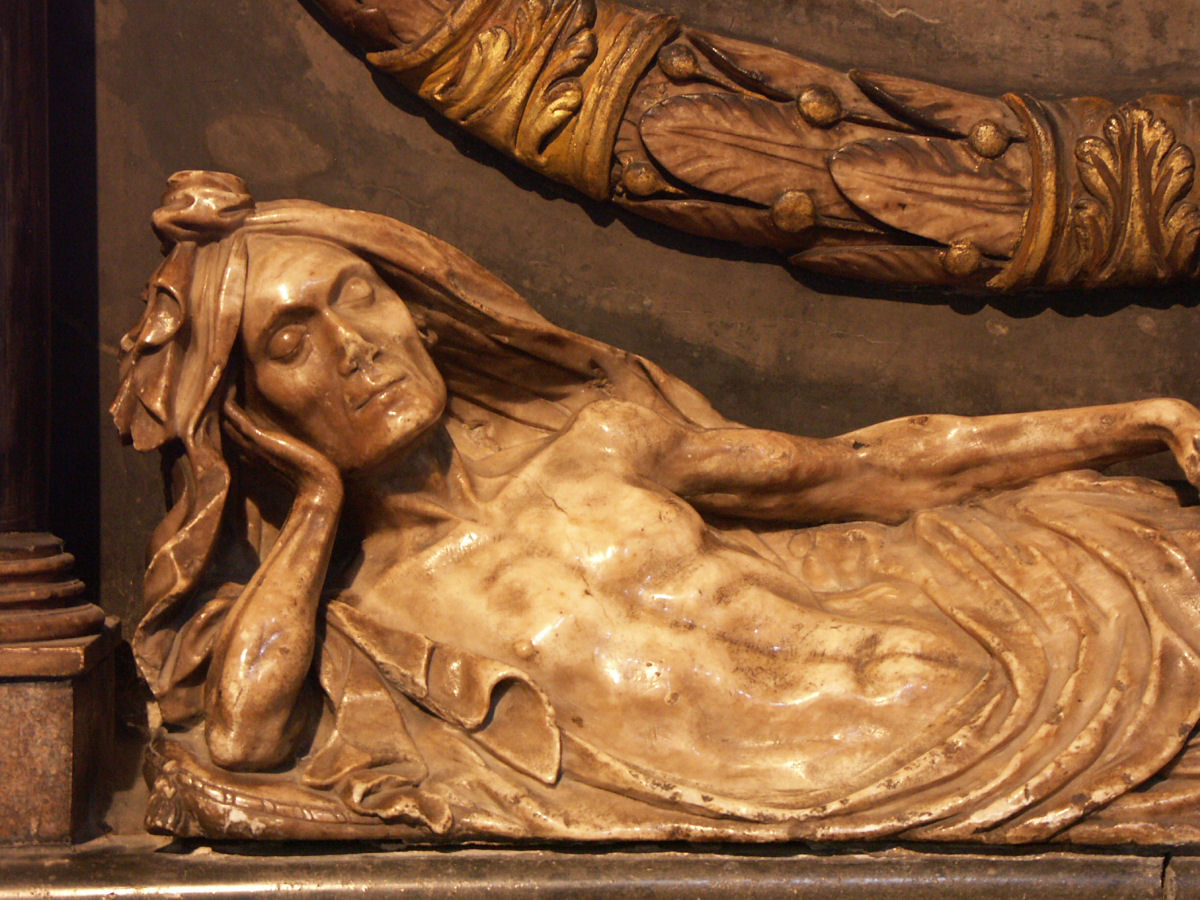
Gisant in riposo

Il gisant può raffigurare sia il personaggio stesso, in genere rappresentato in un atteggiamento pio (con le mani giunte, come per pregare, o mentre legge un libro sacro), regale (una mano tiene lo scettro regale) o di riposo, così come il Cristo.

## Esempi di gisant

### XI secolo
- Gisant sulla tomba del duca d'Aquitania Guglielmo VIII (1027-1086)

### XII secolo
- Gisant di pietra Sibilla di Gerusalemme (o di Lusignano), sorella di Baldovino IV, conte di Namur e re di Gerusalemme, nella chiesa di Namêche, in (Belgio). Su questa pietra tombale si legge l'iscrizione seguente: «Yci reposent les ossements de Sybille de Lusignant, reine de Jérusalem, décédée en l'an 1187» (Qui riposano le ossa di Sibilla di Lusignano, regina di Gerusalemme, morta nell'anno 1187).
- Gisant dell'abbazia di Fontevrault :
  - Enrico II Plantageneto (1133-1189)
  - Riccardo Cuor di Leone (1157-1199)[3]
- Gisant della Cattedrale di Rouen
  - Hugh di Amiens, primo abate dell'abbazia di Reading, divenuto poi arcivescovo di Rouen
- Gisant della Collegiata di Notre Dame e di San Lorenzo a Eu
  - San Lorenzo O'Toole, arcivescovo di Dublino

### XIII secolo

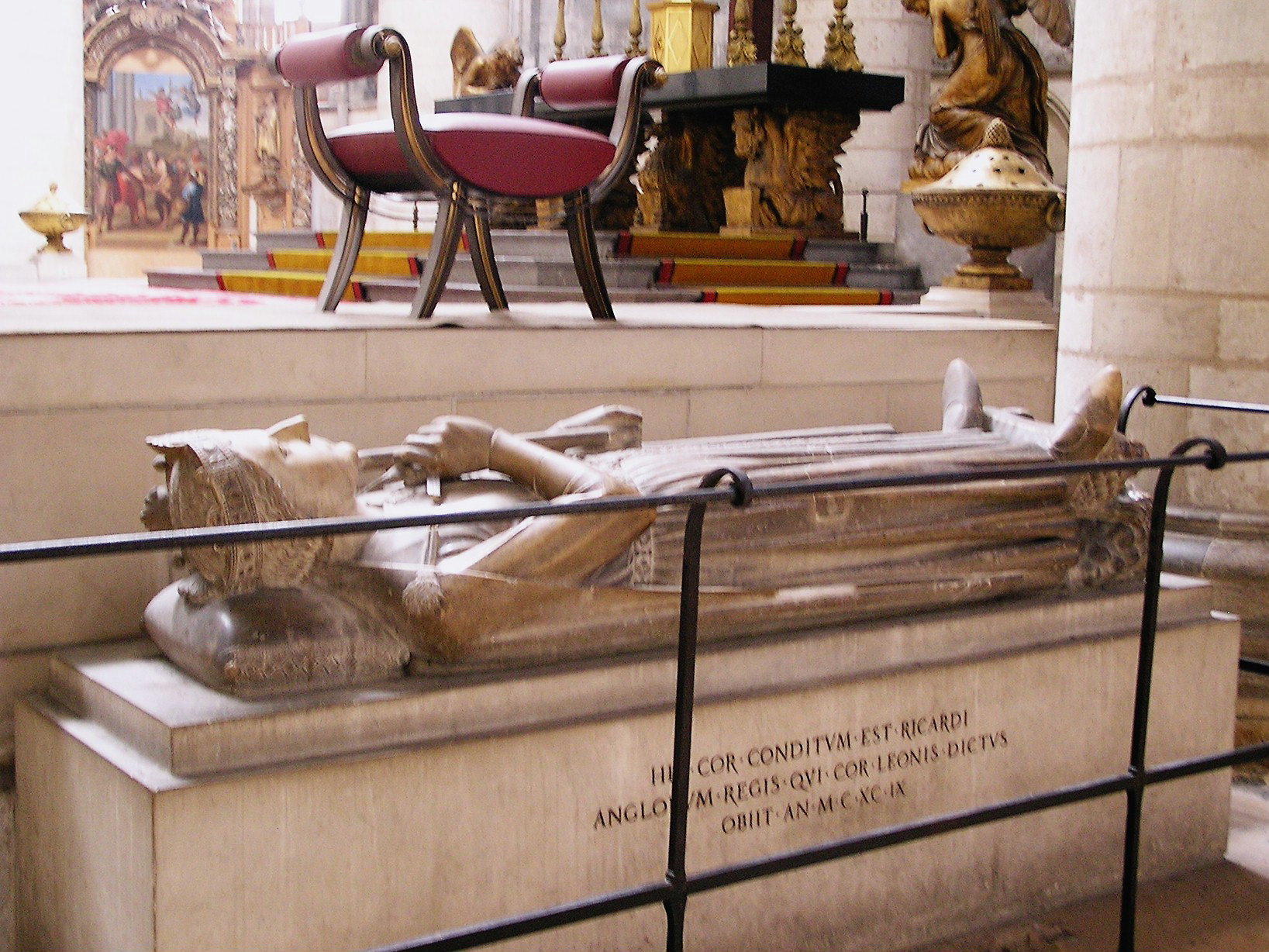
Gisant di Riccardo Cuor di Leone a Rouen

- Gisant della Cattedrale di Notre-Dame (Rouen)
  - Riccardo Cuor di Leone (1157-1199)[4]
  - Enrico il Giovane, suo fratello maggiore
- Gisant dell'abbazia di Fontevrault:
  - Eleonora d’Aquitania (1122-1204): gisant sdraiato in carparo policromo, che la ritrae come una donna di circa trent'anni, adorna della corona reale. Questo gisant è la prima attestazione in Europa dell'iconografia della donna che legge (probabilmente un salterio)
  - Isabella d'Angoulême (1188-1246)

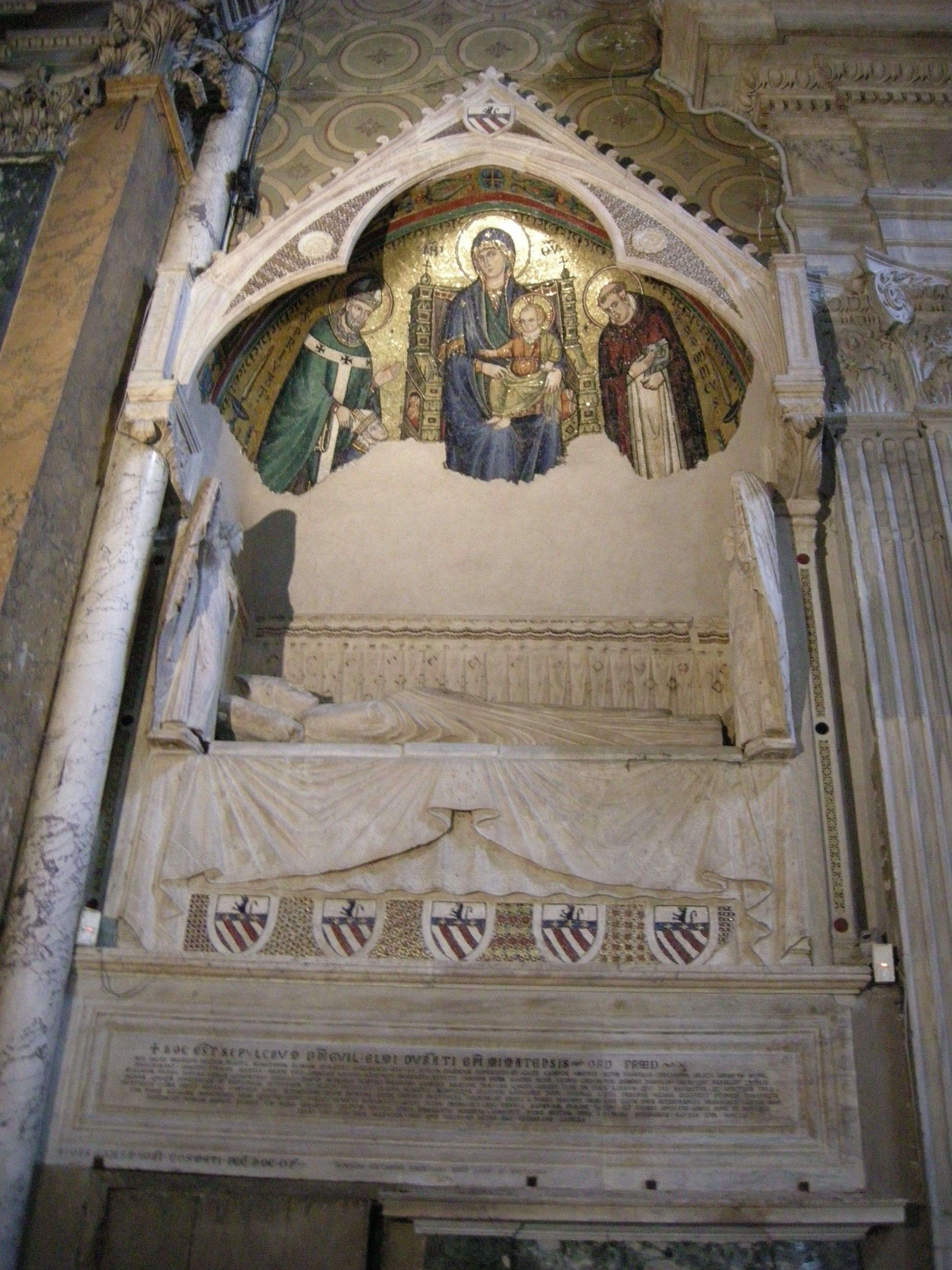
La tomba di Guglielmo Durante, in Santa Maria sopra Minerva

- Gisant della Basilica di San Giovanni in Laterano a Roma:
  - Riccardo Annibaldi, cardinale (1200 ca. –1276): gisant stante, opera di Arnolfo di Cambio
- Gisant della Basilica di Santa Maria sopra Minerva a Roma:
  - Guglielmo Durante, vescovo di Mende (1230-1296): gisant sdraiato in marmo bianco, vegliato da due angeli stanti, opera di Giovanni di Cosma che si firma così: "Ioh(anne)s filius mag(ist)ri Cosmati fec(it) hoc op(us)"

- Gisant della Basilica di Santa Maria Maggiore a Roma:
  - Gonzalo García Gudiel, arcivescovo di Toledo (1238-1299): gisant sdraiato in marmo bianco, vegliato da due angeli stanti, opera di Giovanni di Cosma che si firma così: "+ Hoc op(us) fec(it) Ioh(ann)es mag(ist)ri Cosme civis romanus"

### XIV secolo
- Gisant di Enrico VII di Lussemburgo, opera marmorea di Tino di Camaino (1315), nella Cattedrale di Pisa

- Gisant sdraiato in marmo bianco, vegliato da due angeli stanti, probabile opera di Giovanni di Cosma, di Matteo d'Acquasparta, cardinale francescano, nella Basilica di Santa Maria in Aracoeli a Roma
- Gisant in marmo bianco dei duchi Giovanni II (?-1305) et Giovanni III (1286-1341) di Bretagna, oggi nella chiesa di Saint-Armel de Ploërmel
- Gisant di Giovanna d'Évreux (1307-1371), regina di Francia, uno dei primi personaggi che si sono preoccupati, in vita, di far realizzare il gisant per la propria futura sepoltura
- Gisant in granito di Giovanna di Penthièvre (1319-1384), erede di Bretagna, nella chiesa abbaziale di San Gildas de Rhuys
- Filippo II di Borgogna (Digione)
- Gisant in rame di Bianca di Navarra (1226-1283), duchessa di Bretagna, già nell'abbazia di Hennebont, oggi al Louvre

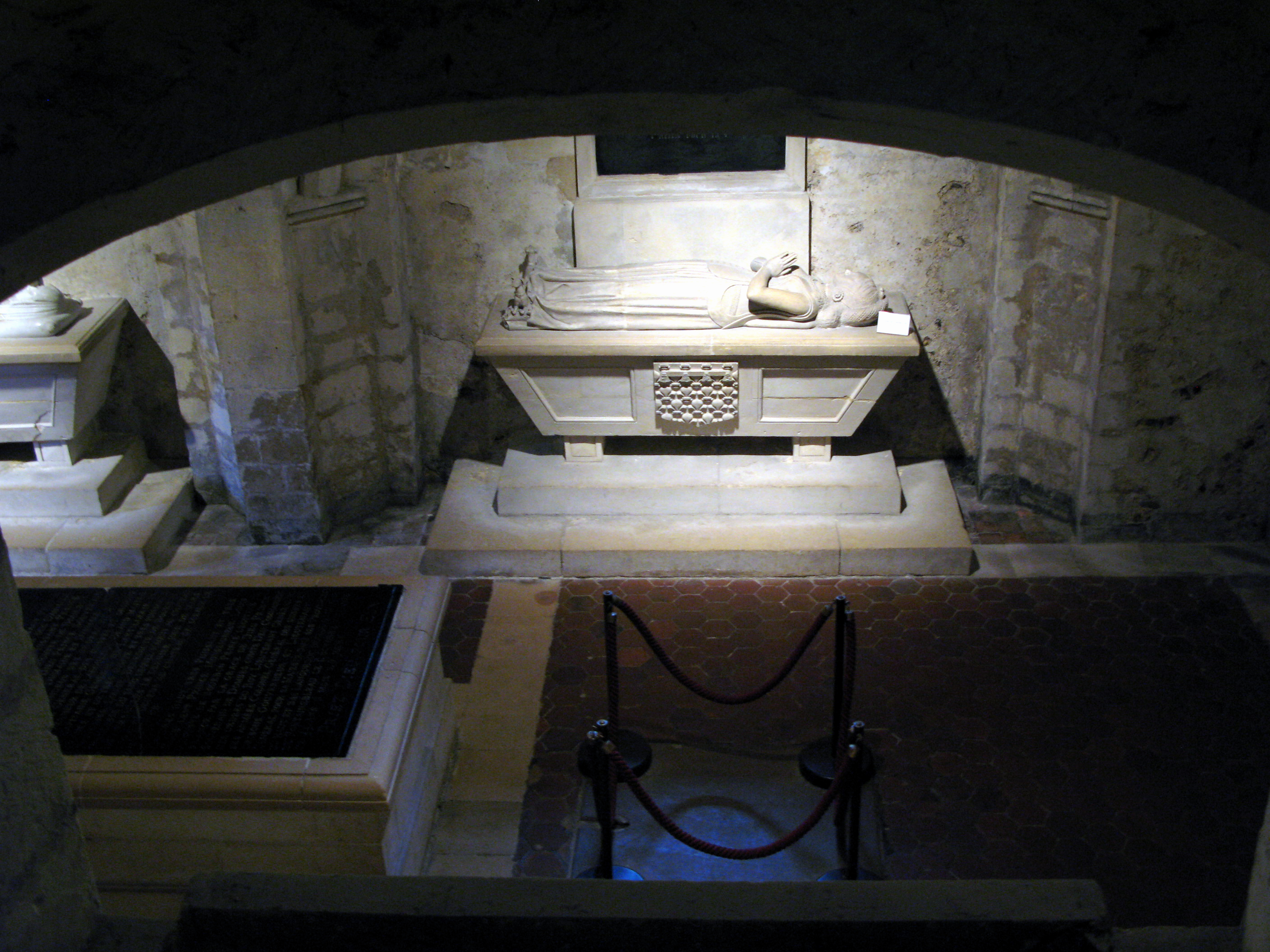
Gisant d'Isabella d’Artois a Eu

- Gisant di Guglielmo Spadalunga nella cattedrale di Rouen
- Gisant d'Isabelle d’Artois nella Collegiata d'Eu

### XV secolo
- Gisant di Louis de Sancerre (1342-1402), connestabile di Francia, nella basilica di Saint Denis
- Gisant in marmo bianco e nero di Olivier V de Clisson (1336-1407), connestabile di France, e di sua moglie Margherita di Rohan, nella chiesa di Josselin
- Gisant in granito attribuito a Roberto (?-1408) signore di Beaumanoir, nell'abbazia di San Magloire a Léhon
- Gisant in granito attribuito a Guglielmo Le Voyer (?-1415), nella chiesa di Tregomar
- Gisant in granito di Beatrice Péan et sarcofago di suo marito Guglielmo di Goudelin (?-1420), visconte di Pléhédel, nella chiesa di Goudelin
- Gisant sulla tomba di Agnese Sorel (1422-1450), a Loches
- Gisant in legno di Gilles di Bretagna (?-1450), già nell'abbazia di Notre-Dame di Boquen (Plénée-Jugon, Côtes-d'Armor), oggi al museo di Saint-Brieuc
- Gisant in marmo bianco di Carlo Orlando (1495) e Carlo (1496), delfino e principe ereditario di Bretagna, nella cattedrale di Tours

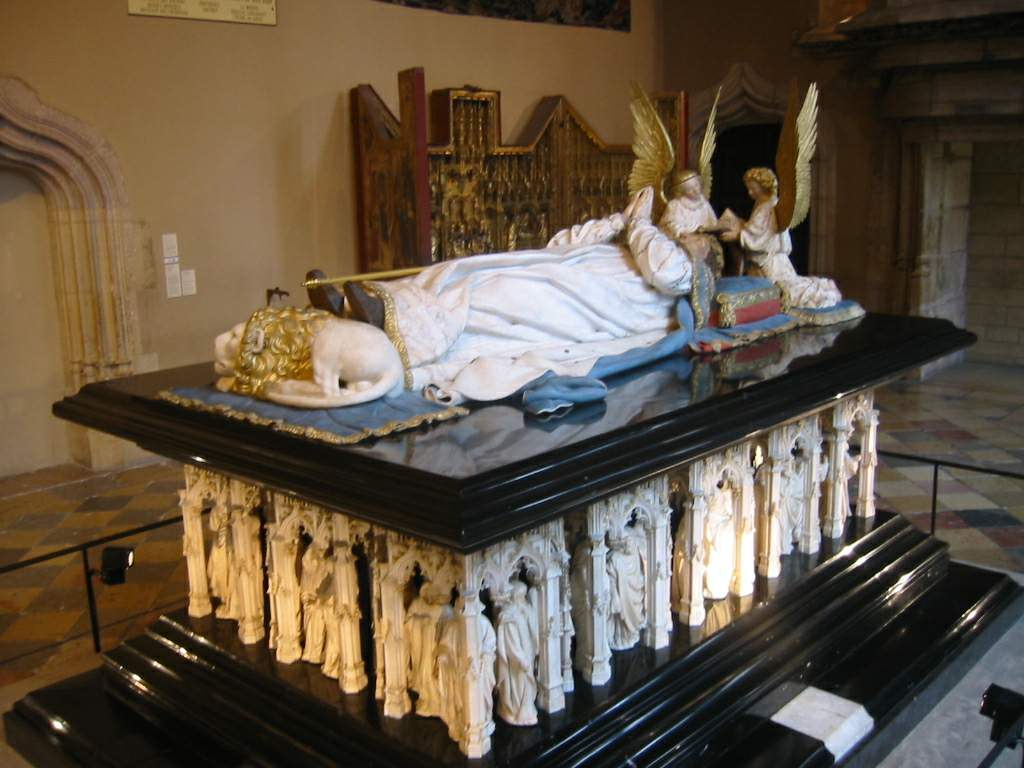
Tomba e gisant di Filippo II di Borgogna nel Museo delle belle arti di Digione.
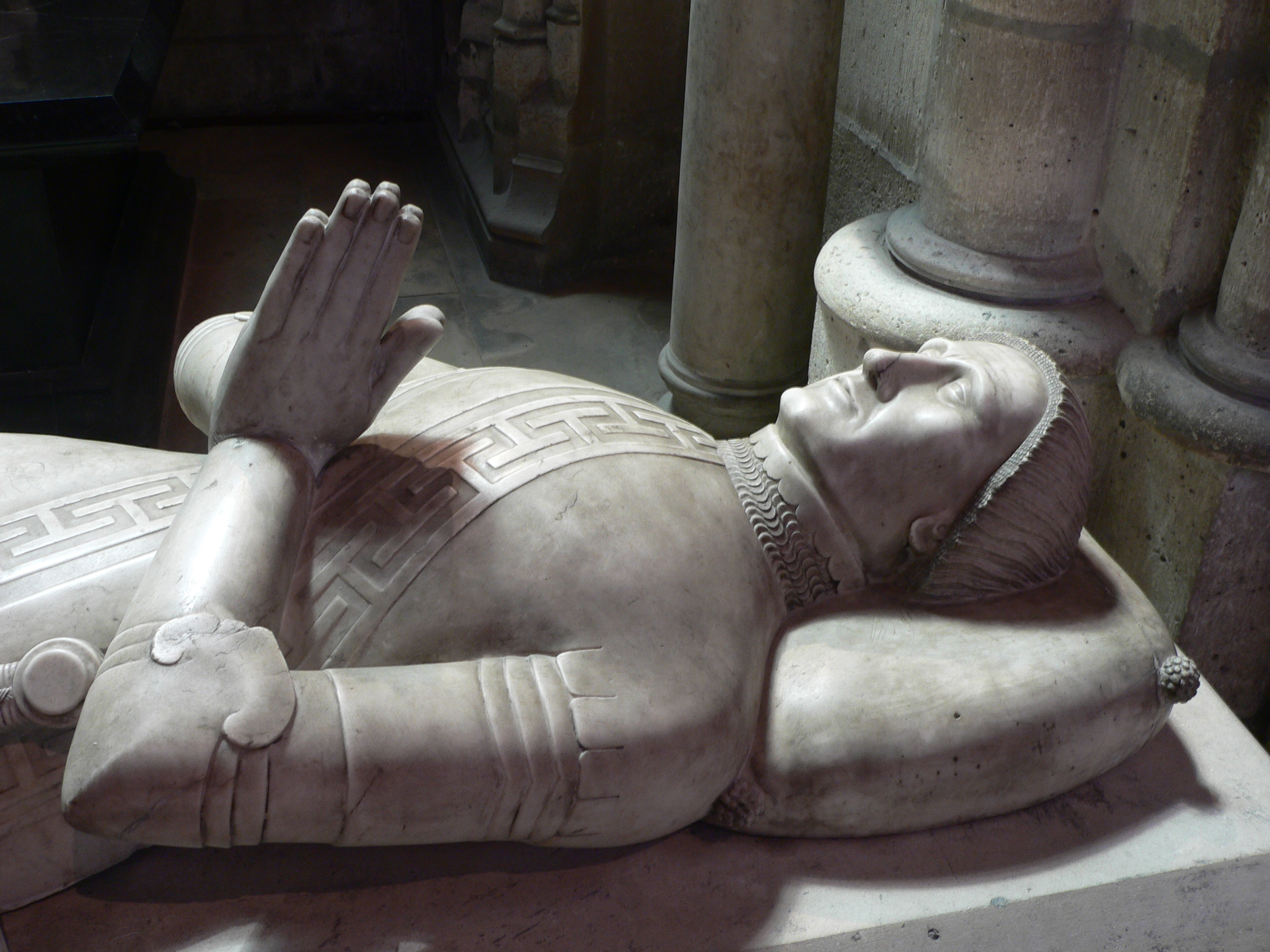
Gisant di Louis de Sancerre nella basilica di Saint-Denis
Gisant d'alabastro di Ralph Neville nella chiesa di Staindrop (contea di Durham).

### XVI secolo

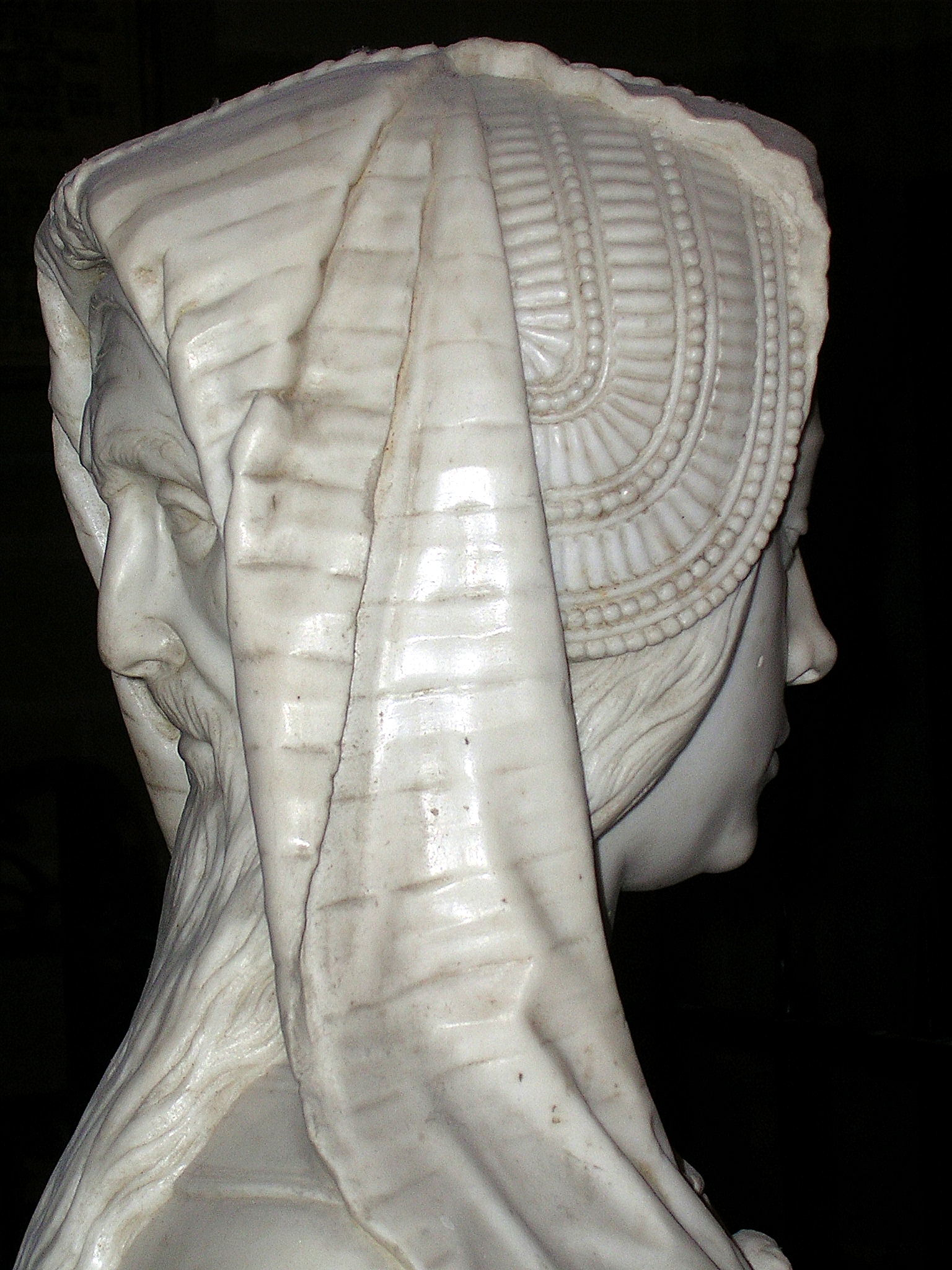
Il doppio volto della Prudenza, dettaglio della tomba di Francesco II di Bretagna

- tomba di Francesco II di Bretagna] (1435-1488) e di sua moglie Margherita di Foix-Navarra, oggi nella Cattedrale di Nantes, realizzato in marmo bianco, nero e rosso, scolpito da Michel Colombe tra il 1502 e il 1507
- Due gisant posti sulla tomba di Filiberto il Bello (1480-1504) nella chiesa di Brou
- Gisant in marmo di Jacque Guibé (?-1509), capitano di Rennes et vice-ammiraglio di Bretagna, oggi al museo della Bretagna a Rennes
- Gisant in marmo d'Anna di Bretagna (1477-1514), duchessa, regina di Francia e di Sicilia, e di suo marito Luigi XII di Francia (1462-1515) nella Basilica di Saint-Denis. Sulla sommità della tomba i due coniugi sono raffigurati in ginocchio, mentre pregano
- Gisant in kersantite di Filippo di Montauban (?-1514), cancelliere di Bretagna, e di sua moglie Anna di Chastellier nella chiesa di Saint-Armel di Ploërmel
- Gisant in marmo di Claudia di Francia (1499-1524), duchessa di Bretagna e regina di Francia, e di suo marito Francesco I di Francia (1494-1547) nella Basilica di Saint-Denis, e i loro transi e oranti
- Gisant di Philippe Chabot (1492-1543), ammiraglio di Francia, nel Louvre
- Gisant di Jean III de Trazegnies e di sua moglie Isabella di Werchin (1550) nella chiesa di San Martino (Trazegnies) in Belgio

### XVII secolo

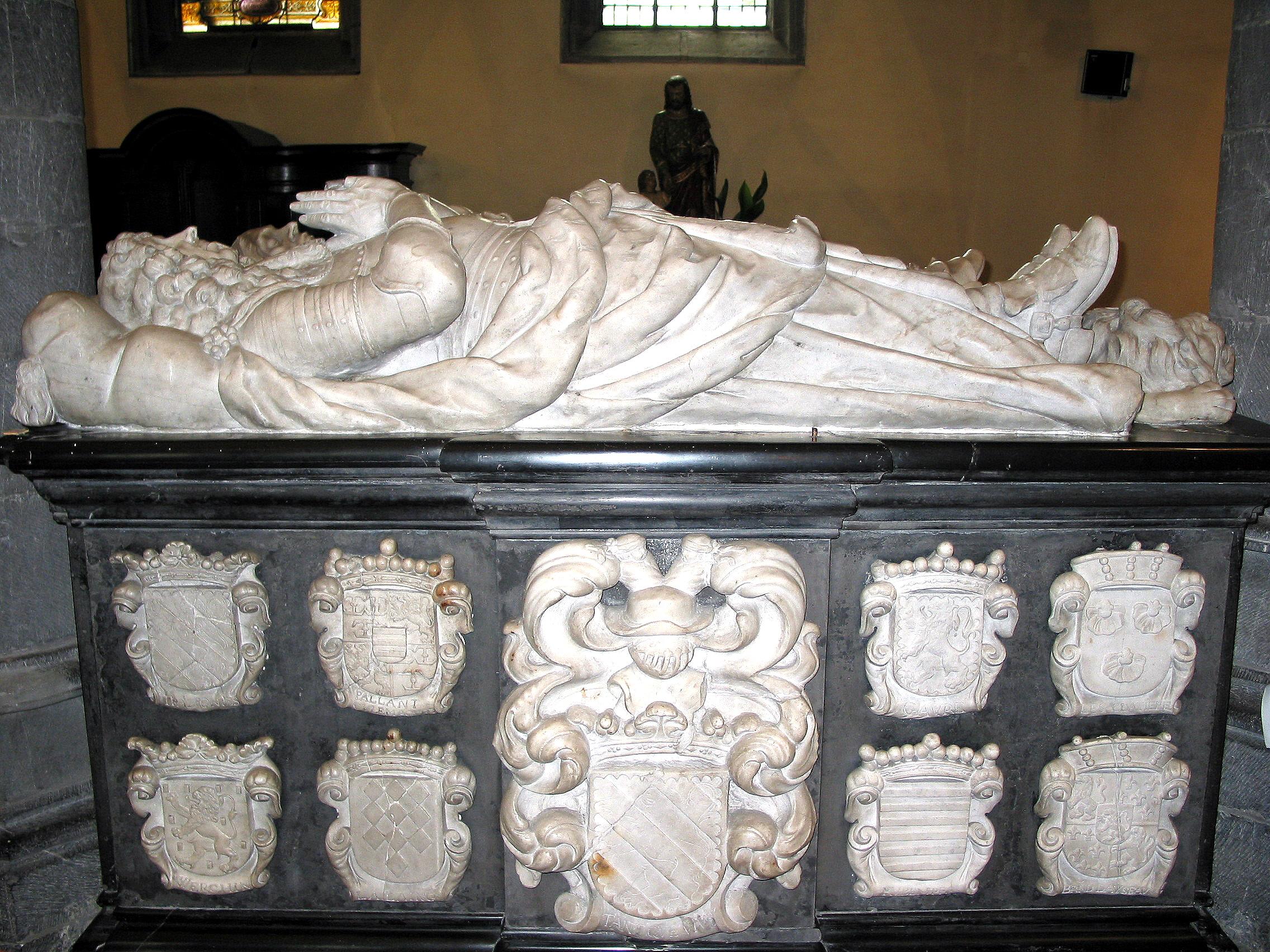
Gisant di Gillion-Ottone di Trazegnies e della moglie Jacqueline de Lallaing scolpito da Lucas Fayd'herbe (1669)

- Gisant in marmo nero di Theux di Conrad de Gavre (1602), prevosto di San Martino, nella basilica di San Martino (Liegi)
- Gisant di Gillion-Ottone I di Trazegnies e della moglie Jacqueline di Lallaing nella chiesa di San Martino (Trazegnies), in Belgio, scolpito da Lucas Fayd'herbe (1669).

### XVIII secolo
- La sepoltura di Cristo, nella cripta dell'ossario del Complesso parrocchiale di Saint-Thégonnec

### XIX secolo
- Nel 1891 le spoglie di Victor Noir, divenuto un simbolo repubblicano, sono trasferite al cimitero di Père-Lachaise. Jules Dalou ne realizzò il gisant in bronzo, che lo raffigura subito dopo il colpo di pistola mortale. La bocca è aperta e le mani sono distese.
- Nel 1893 lo scultore nancéien Victor Huel realizza il gisant di Simon Moycet (morto nel 1520) per la basilica di Saint-Nicolas-de-Port.
- Nel 1864 Aimé Charles Irvoy realizza il gisant dell'abate Jean-Baptiste Gerin, arciprete per quasi trent'anni della cattedrale di Grenoble soprannominato il curato d'Ars di Grenoble[5], il suo gisant, sempre ornato di fiori, è raffigurato sotto un baldacchino a forma di cappella aperta.

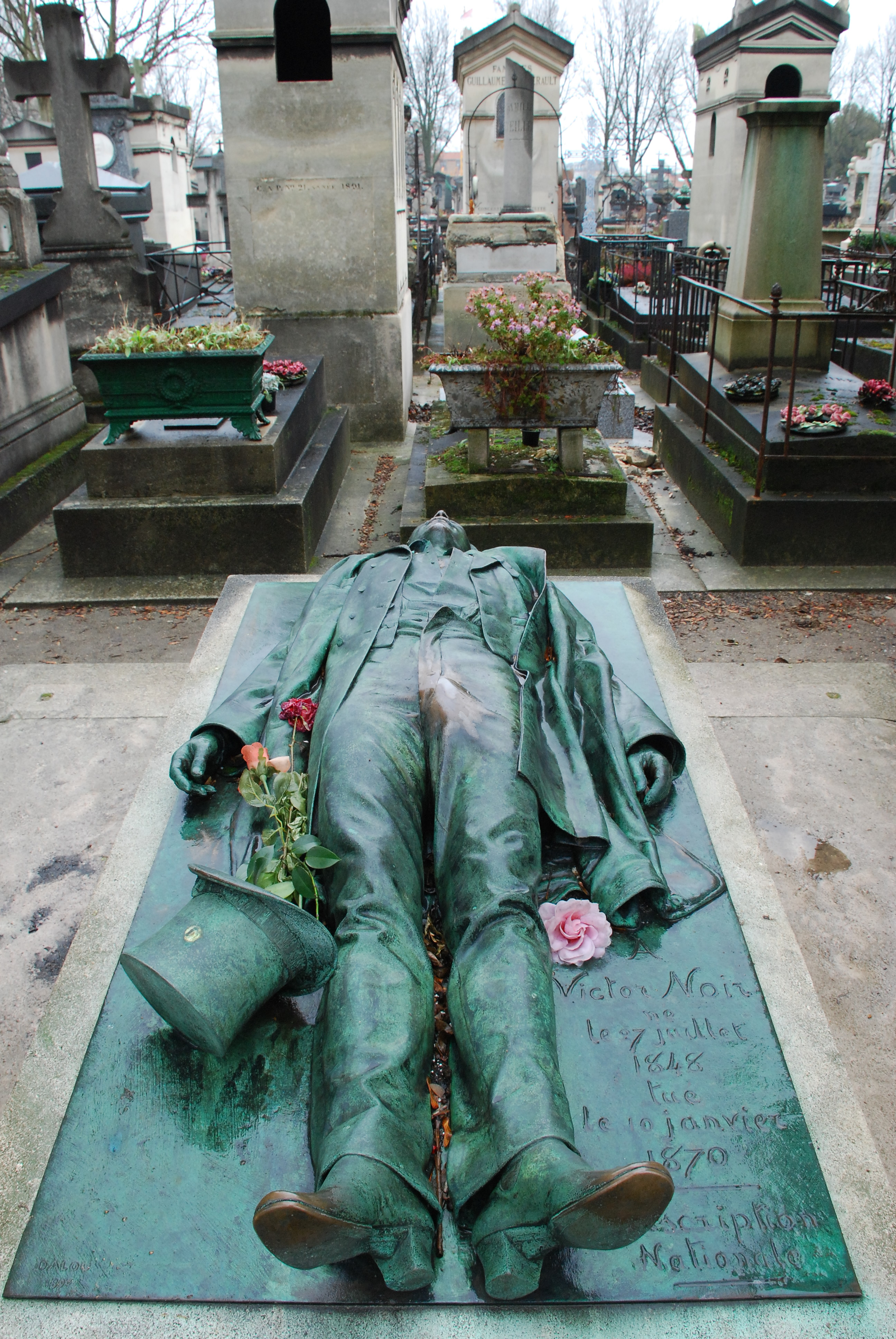
Gisant di Victor Noir opera di Jules Dalou (1891), cimitero di Père-Lachaise.
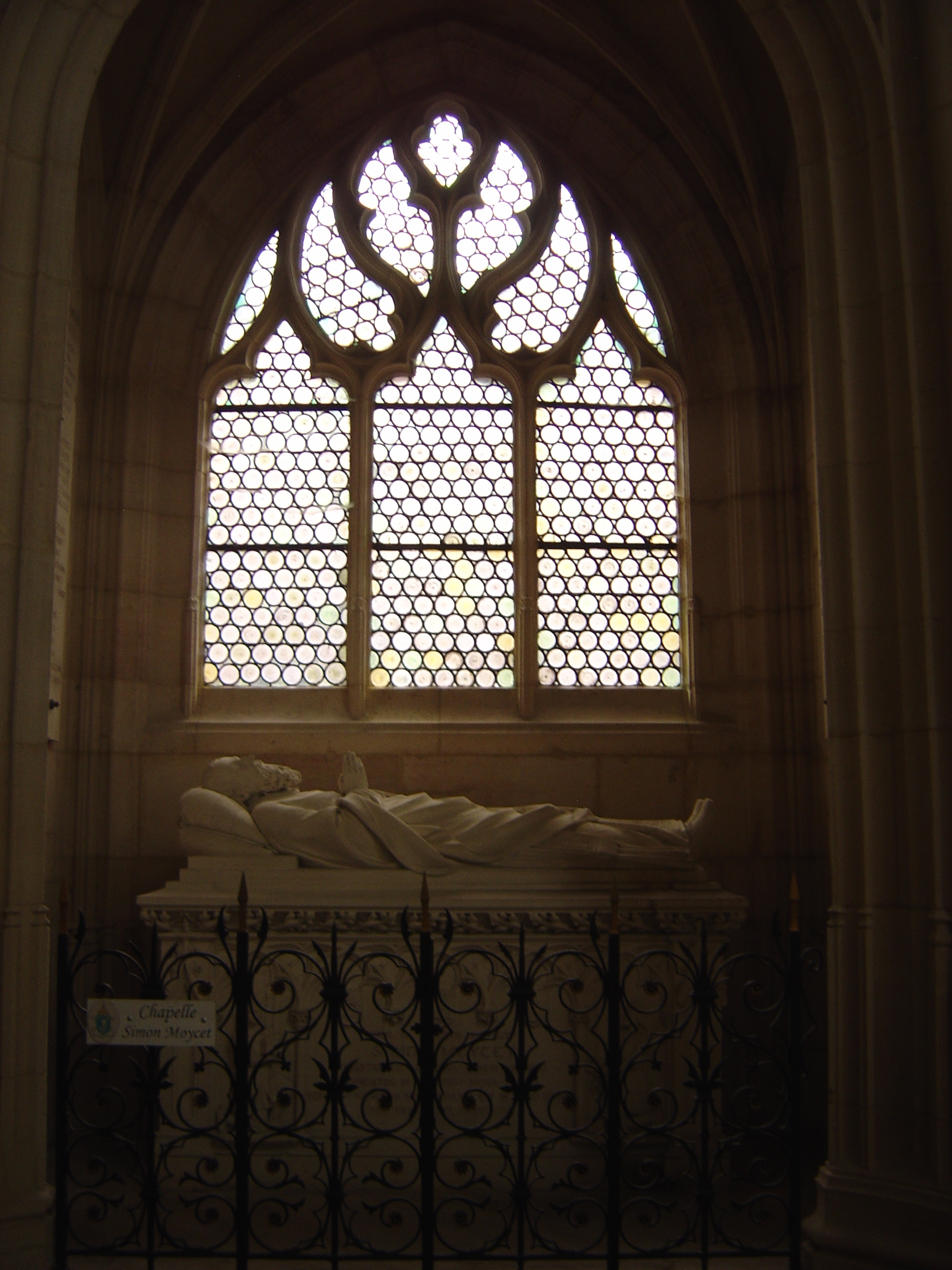
Gisant di Simon Moycet opera di Victor Huel (1893), basilica di Saint-Nicolas-de-Port.
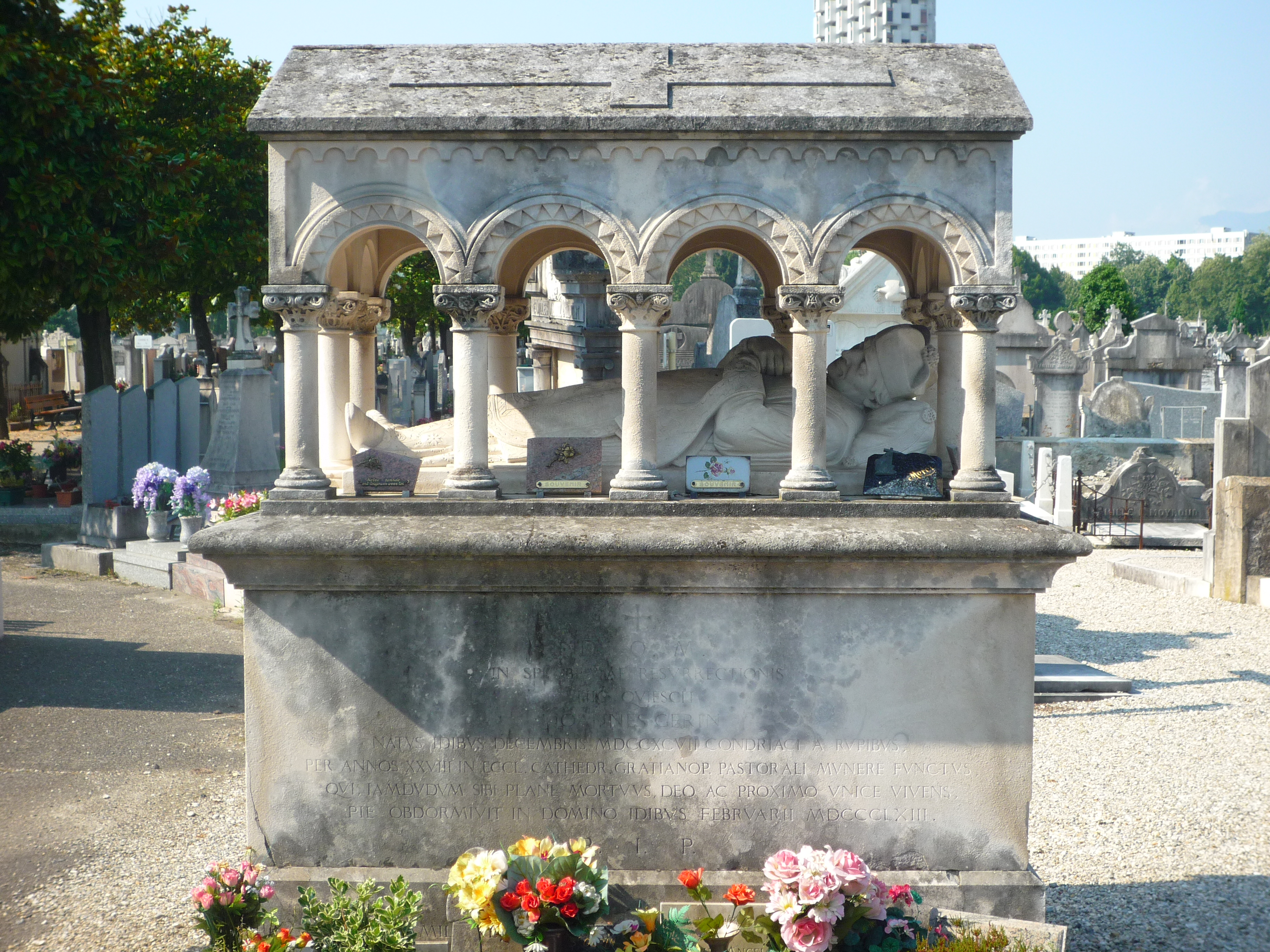
Gisant dell’abate Gerin opera di Aimé Charles Irvoy (1864), cimitero di Saint-Roch a Grenoble.

### XX secolo
- Nel XX secolo, i gisant sembrano essere appannaggio dei grandi personaggi, o dei principi. In particolare, a Roma possiamo vedere i gisant dei papi Benedetto XV (1922) e Pio XI (1939).

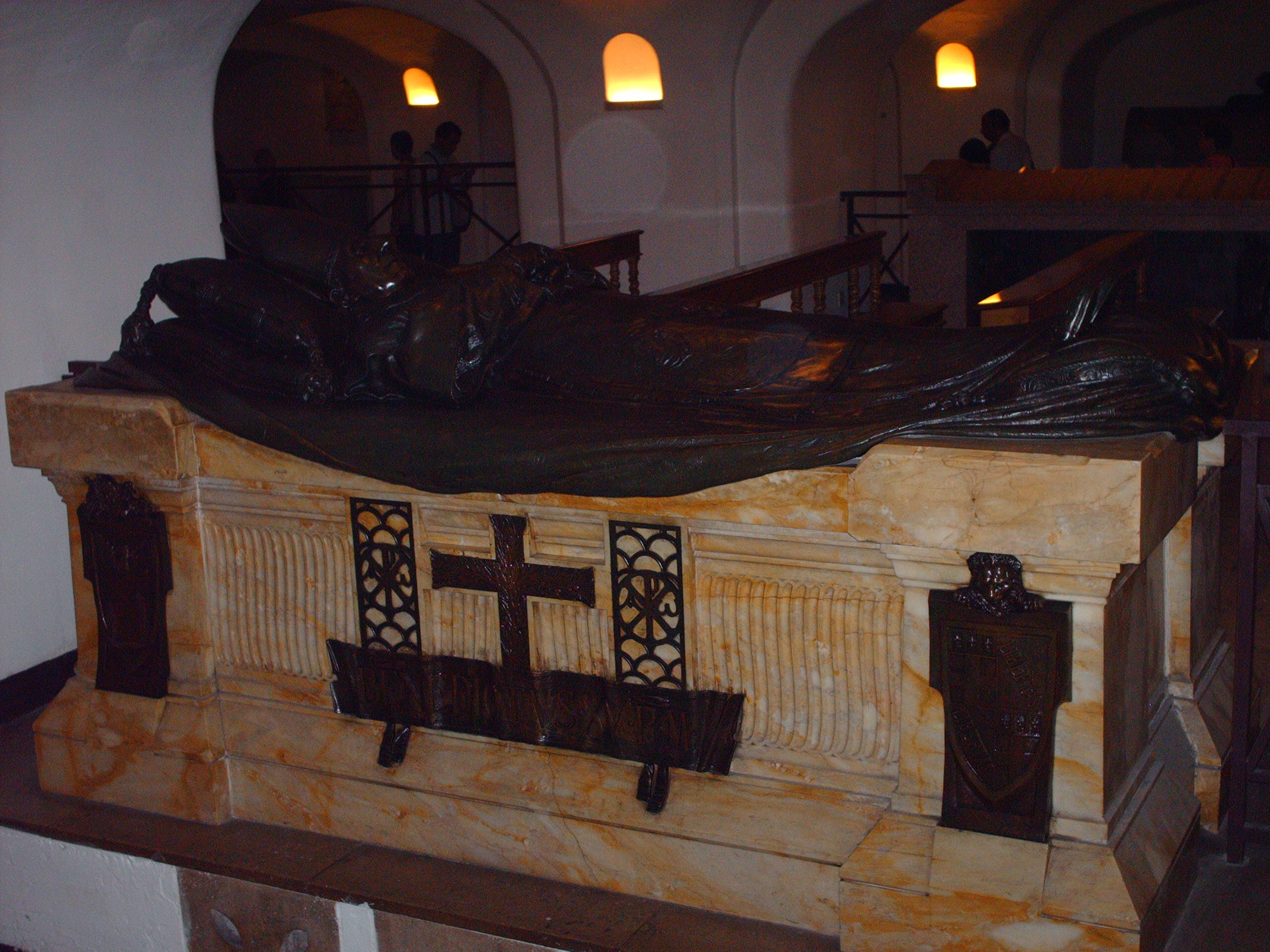
Il gisant di Benedetto XV a Roma
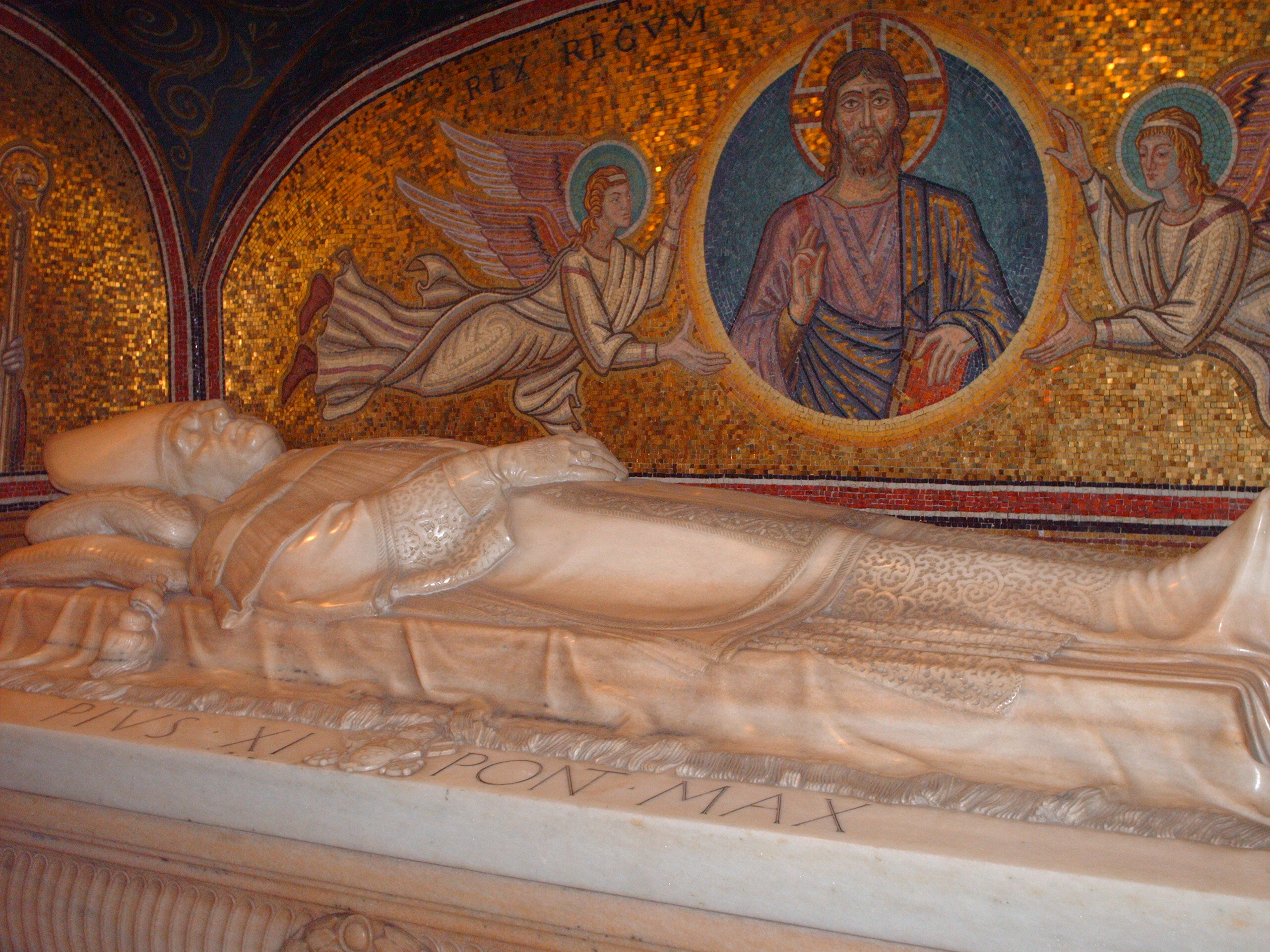
Il gisant di Pio XI a Roma
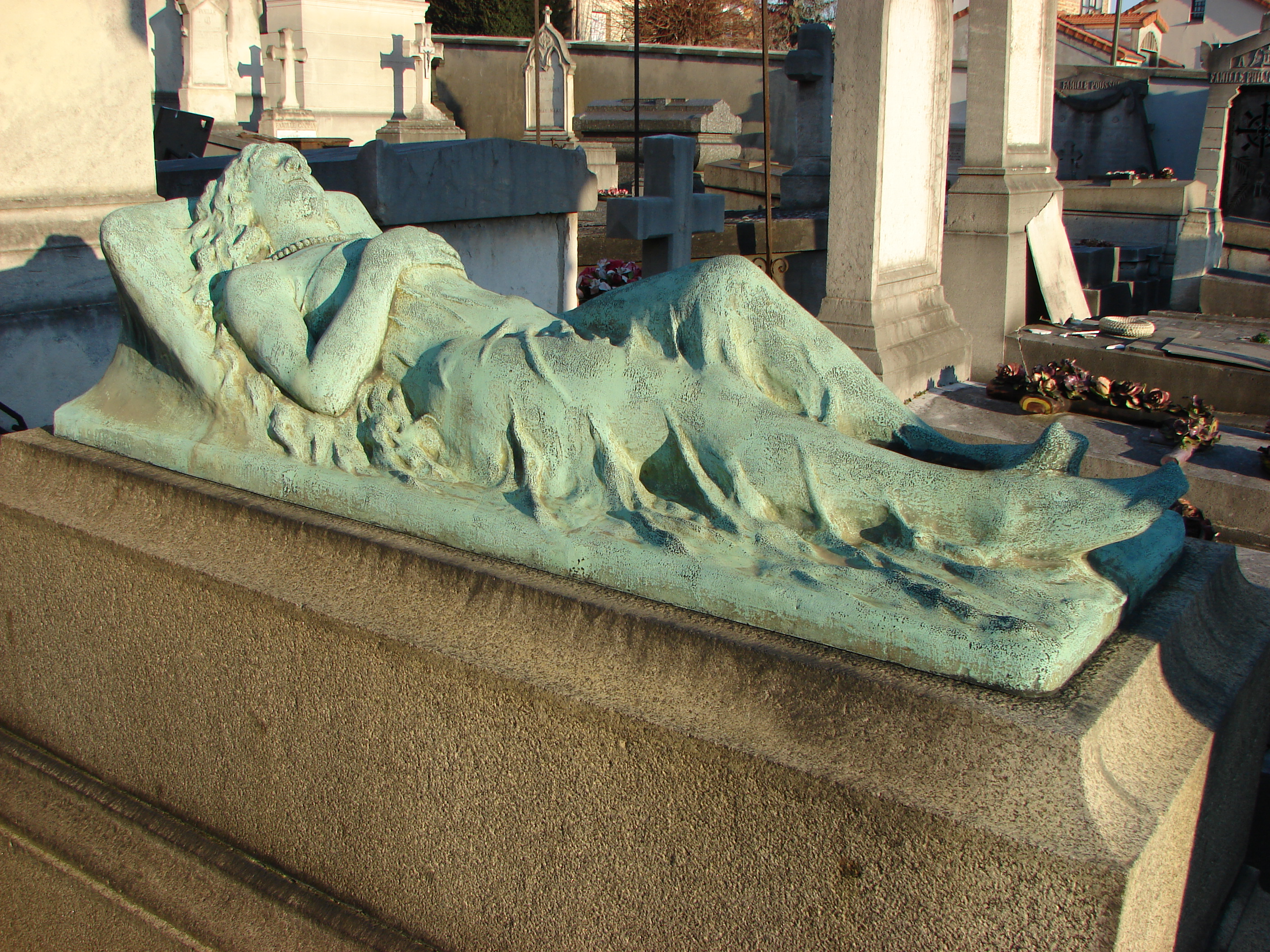
Gisant a Suresnes